# Lars Danielsson
Pour les articles homonymes, voir Danielsson.
Lars Danielsson, né le 5 septembre 1958 à Göteborg, Suède est un contrebassiste, compositeur de jazz et producteur.

## Biographie
Lars Danielsson est formé au conservatoire de musique de Göteborg. Il joue de la contrebasse, guitare basse et violoncelle. En 1986, il forme un quartet avec Dave Liebman (saxophone), Bobo Stenson (pianiste) et Jon Christensen (batterie) qui parfois sous le nom de Danielsson, produisit plusieurs albums. Il se produit aussi avec des big band.
Il a joué et enregistré avec, entre autres, John Scofield, Jack DeJohnette, Mike Stern, Billy Hart, Charles Lloyd, Terri Lyne Carrington, Leszek Możdżer, Joey Calderazzo, Gino Vannelli and Dave Kikoski (en).
Depuis 1980, il a enregistré 8 albums solos avec le Lars Danielssons Quartet. Pour ces albums, Alex Acuña, John Abercrombie, Bill Evans, Kenny Wheeler, Rick Margitza et Niels Lan Doky (en) étaient présents.
Comme producteur, Danielsson produisit Cæcilie Norby (en) et The Danish Radio Orchestra entre autres.

## Discographie

### Comme leader
- 2021 : Cloudland - Magnus Öström, Grégory Privat, John Paricelli, Arve Henriksen, Kinan Azmeh
- 2018 : Summerwind - Paulo Fresu
- 2017 : Libretto III - Grégory Privat, John Paricelli, Magnus Öström
- 2014 : Libretto II - Tigran Hamasyan, John Paricelli, Magnus Öström
- 2012 : Liberetto - Tigran Hamasyan, John Parricelli (en), Arve Henriksen, Magnus Öström[2]
- 2010 : Signature Edition 3 - Leszek Możdżer, Bobo Stenson, Bugge Wesseltoft, Nils Petter Molvær, Eivind Aarset, John Abercrombie
- 2009 : Tarantella - Leszek Możdżer, Mathias Eick, John Parricelli (en), Eric Harland
- 2007 : Pasodoble - Leszek Możdżer
- 2006 : Mélange Bleu - Bugge Wesseltoft, Nils Petter Molvaer, Eivind Aarset, Jon Christensen, Anders Engen, Jan Bang, Vytas & Mario Basanov, Cæcilie Norby, Gustaf Ljunggren, Xavier Desandre Navarre, Copenhagen Concert Orchestra
- 2006 : Salzau Music on the Water - Christopher Dell (en), Nils Landgren
- 2004 : Libera Me - Jon Christensen, Nils Petter Molvaer, Xavier Desandre Navarre, David Liebman, Anders Kjellberg, Jan Bang (en), Carsten Dahl (en), Tobias Sjögren, DR Danish Radio Concert Orchestra

### Commesideman(sélection)
- Polska (2013, ACT), avec Leszek Możdżer et Zohar Fresco
- The Time (2005, Outside Music), avec Leszek Możdżer et Zohar Fresco (en)
- Live at Visiones (1997, Dragon Records), avec Jon Christensen, Bobo Stenson et David Liebman
- Origo (1997, Curling Legs), avec John Abercrombie et Adam Nussbaum
- Continuation (1994, L+R Records), avec John Abercrombie, Adam Nussbaum et Tobias Sjögren
- Far North (1994, Curling Legs), avec Jon Christensen, Bobo Stenson und David Liebman
- European Voices (1995, Dragon Records), avec Marilyn Mazur, Michael Riessler (de), Joakim Milder, Nils Petter Molvær, Tobias Sjögren, Eivind Aarset, Lars Jansson (en) et Nils Landgren
- Fresh Enough (1992, L+R Records), avec David Liebman, Bill Evans, Niels Lan Doky, Jack DeJohnette et Ulf Wakenius

## Apparitions
- Beginner's Guide to Scandinavia (3CD, Nascente 2011)